# Ferencvárosi TC (női labdarúgás)
A Ferencvárosi TC magyar női labdarúgócsapat. Székhelye Budapesten található. Nyolcszoros bajnok és hatszoros kupagyőztes.
2004 és a 2011–12-es idény között a csapatot a Belvárosi NLC képviselte, amely névhasználati jogot kapott a Ferencvárosi TC-től.
A szakosztály 2015-ben megszerezte története első bajnoki címét, miután a bajnoki döntő két mérkőzésén legyőzte az MTK csapatát.
2016-ban újra bajnoki címet szerzett a csapat, ezúttal is az MTK-t előzve meg.

## Története
A Ferencváros első női labdarúgócsapata 2004. augusztusában alakult meg Hevesi Tamás és Deli Anikó szervezésével. A csapat a teremlabdarúgó-bajnokságban akart indulni. Az első edzéseket még a Láng Vasas Rozsnyai utcai tornatermében tartották, majd mikor sikerült megegyezni a Ferencvárossal, akkor az Üllői úti sporttelep birkózó csarnokában és a Népligeti sportkomplexum Faházában folytak ez edzések. 2004 őszén a női futsal NB I-be nevezett be a csapat. A csoportkörben a Szolnok, a Gyula és az Írisz csapatát megelőzve jutott a középdöntőbe, ahol a Szeged, a Szentes és az Universum csapatával került egy csoportba. Második helyezettként jutottak a legjobb négy közé, ahol négyszer kellett megküzdeniük a Varga Transferrel, a Vestával és az Universummal. Az utolsó forduló előtt még az első helyen állt az FTC, de végül harmadikak lettek.
A bronzérmes csapat névsora:
Deli Anikó (csapatkapitány), Fábián Dóra, Hodován Edit, Kiss Klaudia, Kovács Henrietta, Lieszkovszki Bernadett, Malik Katalin, Ménesi Melinda, Molnár-Sáska Ildikó, Nagy Angéla, Nagy Nikolett, Németh Ildikó, Papp Éva, Strémen Judit, Szepesi Anikó, Vogt Viktória.
Hevesi Tamás, edző, Maticza Katalin, gyúró, kapusedző
A csapat első nagypályás edzését 2005. április 9-én tartotta az Üllői úton a Fű 2-es edzőpályán, amely azóta is a hazai mérkőzéseinek helyszíne. A 2005–06-os idényben a csapat a másodosztályban indult és a második helyet megszerezve feljutott az első osztályba, ahol a 2008–09-es idényben bronzérmes lett.
A 2011–12-es idényben az U17-es csapatot hivatalosan is átvette az FTC a Belvárosi NLC-től és saját jogán szerepeltette. A 2012–13-as idénytől az FTC teljesen megvonta a névhasználatot és a korábbi U17-es csapat révén az NB II-ben indult.
Az együttes a klubnak köszönhetően egyre jobb körülmények között dolgozhatott. Az NB II első helyéről 2013-14-re újra feljutott az első osztályba. Lehetőség nyílt néhány külföldi játékost is igazolni. Az újonc, főleg utánpótlás-korú labdarúgókból álló csapat stabilan az első osztály felsőháza tagjának bizonyult, és rögtön megismételte a klub korábbi legjobb eredményeit: a bajnokságban bronzérmet szerzett, a kupában pedig döntőt játszhatott.

## Eredmények
- Magyar bajnokság
  - bajnok (8): 2014–15, 2015–16, 2018–19, 2020–21, 2021–22, 2022–23, 2023–24, 2024–25
  - ezüstérmes (2): 2016–17, 2017–18
  - bronzérmes (2): 2008–09, 2013–14
- Magyar kupa
  - győztes (6): 2015, 2016, 2017, 2018, 2019,[2] 2021,[3]
  - döntős (2): 2010, 2014
- Magyar futsalbajnokság
  - bronzérmes (1): 2004–05

## Játékoskeret
2023. szeptember 14-től
| #  |     | Poszt | Név             |
| -- | --- | ----- | --------------- |
| 1  | SRB | K     | Milica Kostić   |
| 21 | HUN | K     | Bíró Barbara    |
| 21 | HUN | K     | Gergely Lili    |
| 22 | HUN | K     | Barti Luca      |
| 5  | ROM | V     | Brigitta Gődér  |
| 6  | HUN | V     | Hodászi Eszter  |
| 13 | HUN | V     | Csigi Eszter    |
| 18 | HUN | V     | Szabó Viktória  |
| 19 | HUN | V     | Demeter Réka    |
| 20 | HUN | V     | Ott Eszter      |
| 11 | SVK | KP    | Livia Múčková   |
| 14 | HUN | KP    | Fenyvesi Evelin |
| 15 | HUN | KP    | Németh Diána    |

| #  |     | Poszt | Név              |
| -- | --- | ----- | ---------------- |
| 16 | HUN | KP    | Pusztai Sára     |
| 17 | HUN | KP    | Vincze Borbála   |
| 23 | HUN | KP    | Papp Luca        |
| 25 | HUN | KP    | Nagy Viktória    |
| 88 | HUN | KP    | Czellér Dorottya |
| 98 | HUN | KP    | Csányi Diána     |
| 4  | HUN | CS    | Túróczy Anna     |
| 8  | USA | CS    | Alesia Garcia    |
| 10 | HUN | CS    | Diószegi Fanni   |
| 26 | USA | CS    | Ebony Madrid     |
| 32 | GHA | CS    | Vivian Adjei     |
| 34 | MNE | CS    | Nađa Stanović    |

## Korábbi híres játékosok
| - Aschenbrenner Réka - Ascher Dóra - Beke Adrienn - Buzás Kata - Csiki Anna - Csiszár Henrietta - Deli Anikó - Dörömbözi Csilla - Fogl Katalin - Halla Petra - Kaján Zsanett - Kocsán Petra - Krenács Lilla - Mosdóczi Evelin - Nagy Virág - Nagypál Fatima | - Németh Júlia - Róth Rebeka - Rőhberg Zsanett - Rudán Andrea - Samu Anna - Siklér Kinga - Sipos Lilla - Szarvas Alexandra - Szeitl Szilvia - Szemán-Tóth Barbara - Vágó Fanny - Zágor Bernadett - Zeller Dóra - Hanna Barker - Elizabeth Brandon - Haley Lukas | - Shameeka Fishley - Melisa Hasanbegović - Lidija Kuliš - Inna Zlidnis - Tiffany Cameron - Chandra Bednar - Nkem Ezurike - Slađana Bulatović - Michelle Klostermann - Ebere Orji - Vanessa Marques - Biljana Bradić - Allegra Poljak - Lara Ivanuša |